# RMS Quetta
El RMS Quetta fue un buque de vapor con casco de hierro construido en Escocia en 1881 que naufragó con gran pérdida de vidas humanas en el Estrecho de Torres en 1890. Era operado por British India Associated Steamers (BIAS), controlada por British India Steam Navigation Company (BISN). Naufragó en una roca desconocida hasta entonces, que desde entonces se llama Quetta Rock. La Ley de Patrimonio Cultural Subacuático de 2018 protege el pecio.

## Hundimiento
El 18 de febrero de 1890, el Quetta partió de Brisbane hacia Londres. A lo largo de la costa de Queensland hizo escala en Townsville, Cairns, Kimberley y Cooktown. Debía hacer escala en Batavia, Singapur y Colombo.
El maestro del Quetta era el capitán AA Sanders. La tripulación de su barco estaba compuesta por 28 oficiales y marineros europeos y 93 marineros de origen indio lascars. Después de salir de Cooktown, transportó a 171 pasajeros: 33 de primera o segunda clase, 65 de tercera clase y 62 trabajadores javaneses, que regresaban a Batavia como pasajeros de cubierta después de trabajar en plantaciones de caña de azúcar.

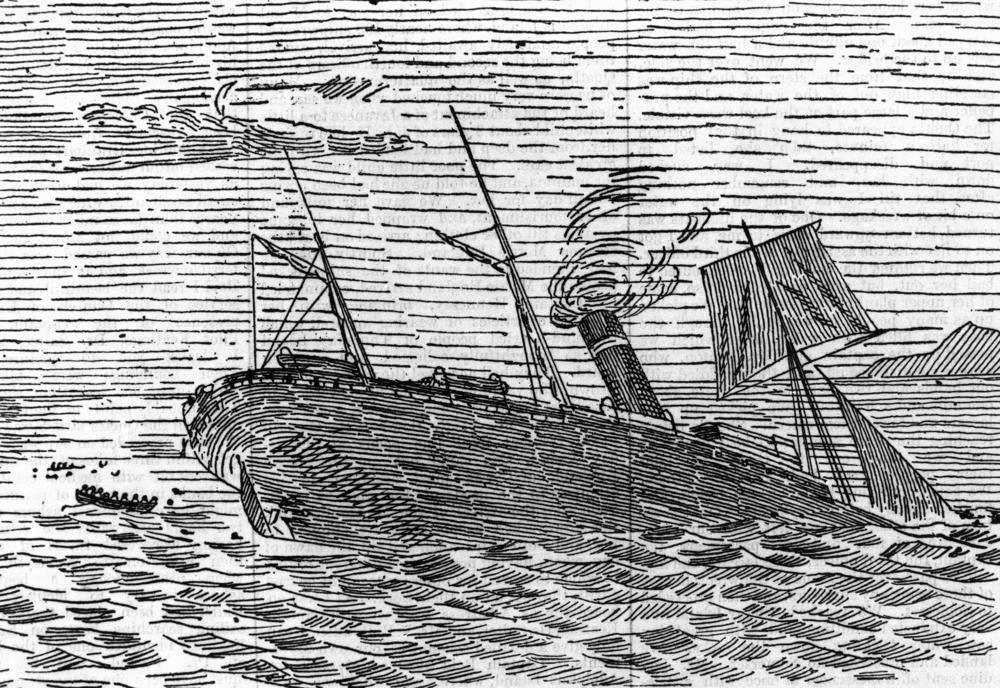
Impresión artística del hundimiento del Quetta, publicada en The Queenslander

En el Quetta se embarcó a un piloto experimentado, el Capitán Keating, para comandarlo a través del Estrecho de Torres. Giró hacia el canal Adolphus para rodear la península del Cabo York. El piloto tenía experiencia, hacía buen tiempo y buena visibilidad, pero a las 21:14 chocó contra una roca inexplorada en medio del canal cerca de la isla Albany. El Capitán Keating estimó que la posición de la roca era 10°40′10″S 142°38′10″E / -10.66944, 142.63611. Abrió las placas de acero de su casco desde la proa hasta la sala de máquinas. Se instaló en la proa, escora a babor, levantó la popa fuera del agua y luego se hundió, todo en tres minutos.
El cúter de Quetta flotó pero volcó, rodeado por un gran grupo de javaneses y lascars. El intendente James Oates organizó el embalaje del cúter y lo condujo a tierra. Su bote salvavidas número 1 (estribor) flotó libremente, pero resultó dañado y volcó. El capitán Keating y el tercer oficial Thomas Babb lo enderezaron, pero no pudieron rescatarlo. Recogió más supervivientes, incluido el Capitán Sanders. Los dos barcos se encontraron y desembarcaron a sus supervivientes en la isla Mount Adolphus.